# Microtrigonia
Genre
Microtrigonia est un genre d'insectes de la famille des Libellulidae, appartenant au sous-ordre des anisoptères dans l'ordre des odonates. Il comprend quatre espèces.

## Espèces du genreMicrotrigonia
- Microtrigonia curvata Theischinger & Richards, 2014
- Microtrigonia gomphoides Lieftinck 1933
- Microtrigonia marsupialis Förster, 1903
- Microtrigonia petaurinia Lieftinck, 1949